# Chiesa di Santa Rita da Cascia alle Vergini
La chiesa di Santa Rita da Cascia alle Vergini è una chiesa di Roma, nel rione Trevi, in via delle Vergini (angolo via dell'Umiltà).

## Storia
È complessa la storia di questa chiesa. Essa fu costruita nel 1615 col titolo di Santa Maria delle Vergini sul luogo di una preesistente chiesa dallo stesso nome ed affidata alle cure delle monache agostiniane del vicino collegio della Madonna del Rifugio; essa poi venne subito ricostruita (1634-1636) perché troppo piccola per le esigenze del collegio; nel 1660 fu infine ultimato il convento delle monache, sotto la direzione dell'architetto Domenico Castelli. La chiesa, con il monastero, rimase alle Agostiniane fino al 1870, quando fu confiscata dallo Stato italiano, assieme al convento,  sconsacrata e destinata a sede dell'Intendenza di Finanza.
Nel 1904, quando la chiesa di Santa Rita da Cascia in Campitelli, alle pendici del Campidoglio, fu smontata per la costruzione del monumento a Vittorio Emanuele II, il tempio venne riaperto al pubblico per ospitare la Confraternita della Santa Spina della Corona di Nostro Signore Gesù Cristo e di santa Rita da Cascia che in quello aveva la sua antica sede; così la chiesa fu riconsacrata e dedicata a santa Rita da Cascia.

## Descrizione

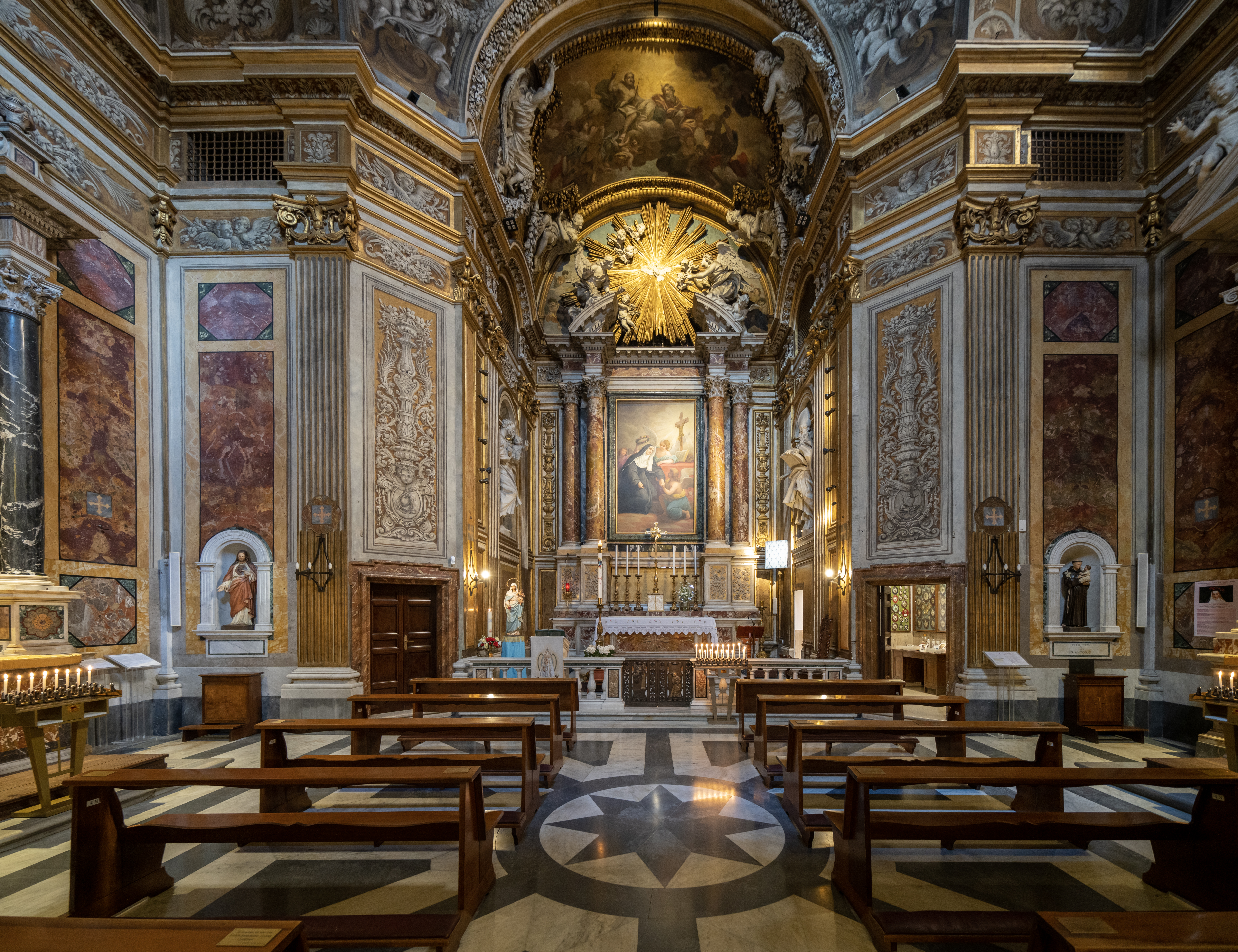
L'interno

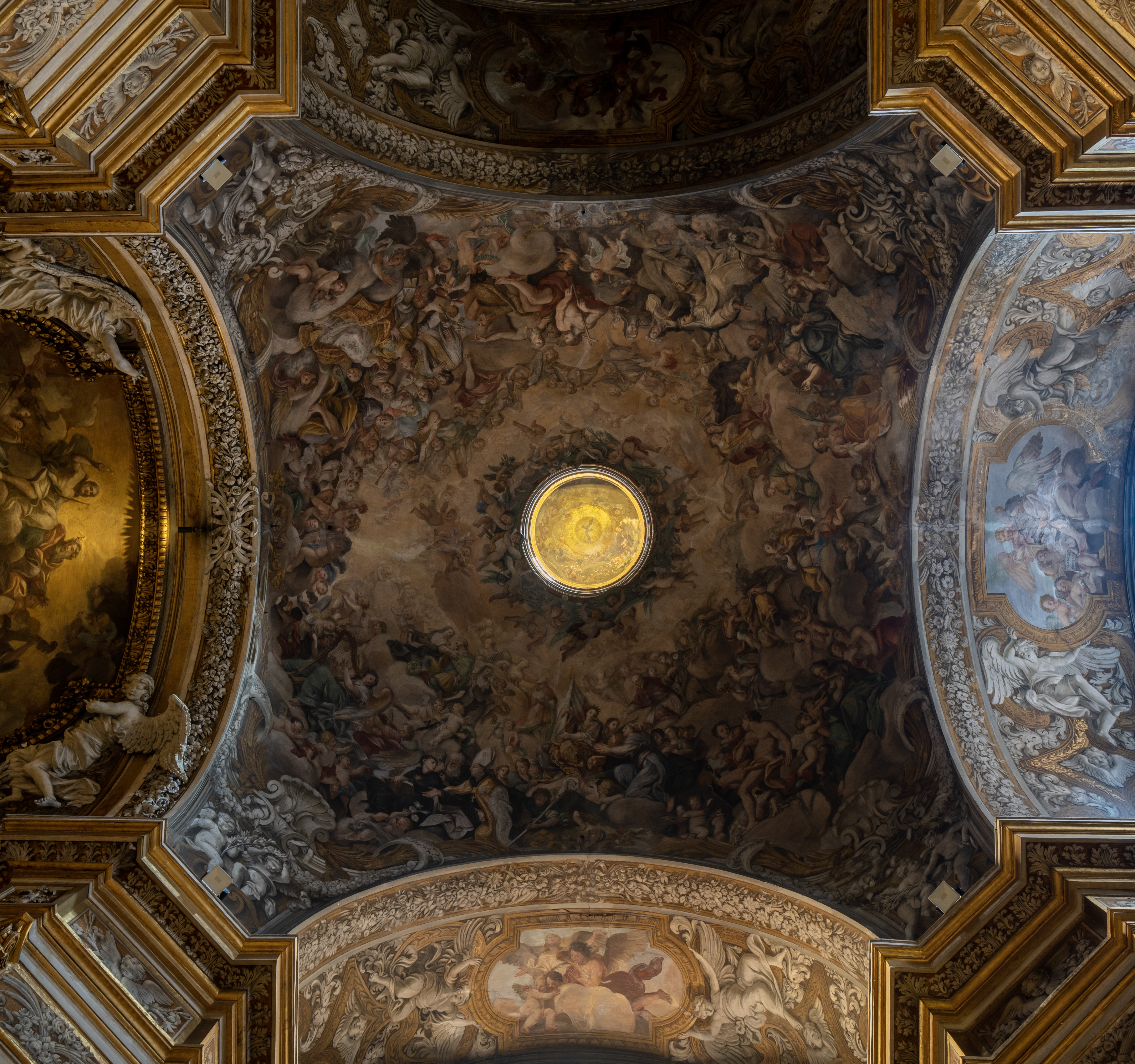
L'interno della cupola

La facciata della chiesa (1681) è attribuita a Mattia de Rossi, mentre il campanile fu aggiunto nel 1689.
L'interno della chiesa si presenta a croce greca, con decorazione di epoca barocca; l'affresco della cupola raffigurante la Gloria del paradiso è attribuito a Michelangelo Ricciolini; nella controfacciata si trova un organo in legno scolpito e dorato; a sinistra dell'entrata vi è la cappella di Lourdes costruita a forma di grotta nel 1912.
Un progetto di modifica della facciata, con l'introduzione di una finestra nelle specchiature laterali, è stato approntato dall'architetto Alfredo Coacci nel 1909 per conto dell'allora Camerlengo dell'Arciconfraternita di Santa Rita da Cascia, Domenico Consolini; malgrado tali finestre servissero a dare luce e aria a due degli ambienti di servizio della chiesa, il progetto non pare essere stato mai eseguito.